# Яхромская улица (Москва)
Я́хромская улица (название утверждено 23 января 1964 года) — улица на севере Москвы, находится в Дмитровском районе  (Северный административный округ).

## Происхождение названия
Ранее Советская улица в посёлке Вагоноремонт. После установления в 1960 году границ Москвы по МКАД, в ней оказалось 20 Советских улиц. Для устранения одноимённости в 1964 году названа по подмосковному городу Яхрома (Дмитровский р-н), который возник в 1841 году как посёлок при суконной фабрике на реке Яхрома.

## Расположение
На севере примыкает к Икшинской улице, на юге является тупиком. Рядом находится парк «Ангарские пруды».

## Описание
Яхромская улица начинается от дублёра Дмитровского шоссе, проходит на запад, поворачивает на север и заканчивается примыканием к Икшинской улице.